# Relações entre Geórgia e Irã
As relações entre Geórgia e Irã referem-se às relações externas entre a República da Geórgia, no Cáucaso, e a República Islâmica do Irã, na Ásia Ocidental. Irã e Geórgia têm relações há milênios, embora as relações diplomáticas oficiais entre as duas nações só tenham sido estabelecidas em 15 de maio de 1992. A Geórgia é representada por sua embaixada em Teerã, enquanto o Irã tem uma embaixada em Tbilisi. o Irã é um importante parceiro comercial da Geórgia.

## História
A Geórgia Oriental, ao longo de sua história, foi várias vezes anexada pelo Império Persa, especificamente sob os aquemênidas, partas, sassânidas, safávidas, afexáridas e pela dinastia Cajar. A parte oeste da Geórgia, ao longo de sua história, foi anexada pelos persas aquemênidas, sassânidas e afexáridas. Devido a isto, tem havido muitas trocas política, cultural e étnica entre os dois países por milhares de anos e, portanto, a Geórgia era e é muitas vezes considerada uma parte do mundo iraniano.
O Irão (Pérsia) e a Geórgia, ou as tribos da Geórgia, tiveram relações em diferentes formas — principalmente por meio do comércio — a partir da era medieval. As relações desenvolveram-se desde o início da era aquemênida, com os aquemênidas conquistando muitas das regiões georgianas. A relação ficou mais complexa quando os safávidas tomaram o poder no Irã, e no século seguinte estabeleceram o controle iraniano ao longo de vários dos reinos da Geórgia. Isto continuou até a Rússia conquistar o Cáucaso e a Geórgia, na primeira metade do século XIX, através da Guerras Russo-Persas de 1804–1813 e de 1826–1828.
Até o início da década de 1990, as relações entre Irã e Geórgia foram fundidas nas relações Irã–União Soviética, uma vez que a Geórgia estava incorporada a esta. Desde a independência da Geórgia da União Soviética, em 1991, os dois países têm cooperado em muitas áreas, incluindo em energia, transportes, comércio, educação e ciência. O Irã é um dos parceiros comerciais mais importantes da Geórgia, e uma Comissão Econômica Mista Intergovernamental está funcionando entre os dois países.

### Conflito russo-georgiano de 2008
Devido às suas estreitas relações com a Rússia e a Geórgia, o Irã fez sua primeira tentativa em manter-se relativamente neutro durante uma guerra. O ministro das Relações Exteriores do Irã, Manouchehr Mottaki, afirmou ser possível ocorrer uma nova Guerra Fria e considerou que os poderes externos sofreriam se os Estados Unidos e seus aliados fizessem o que haviam feito no Afeganistão e no Iraque. O porta-voz do Ministério das Relações Exteriores do Irã, Hassan Ghashghavi, ofereceu o país para ajudar a mediar um cessar-fogo entre Geórgia e Rússia.
Depois da Rússia e seus aliados mais próximos contrariarem os pedidos da Geórgia e optarem por reconhecer a Abecásia e a Ossétia do Sul, o embaixador do Irã na Rússia, Seyed Mahmoud-Reza Sajjadi, afirmou, no início de fevereiro de 2009, que o Irã não vai reconhecer a independência da Abecásia e Ossétia do Sul em um futuro próximo. No entanto, Sajjadi defendeu medidas da Rússia na guerra de 2008 da Ossétia do Sul e sua decisão de reconhecer a Abecásia e a Ossétia do Sul como nações independentes. Sajjadi também disse que simpatizava com o povo da Abecásia e da Ossétia do Sul e que Teerã irá trabalhar com Moscou para desenvolver a economia das duas áreas.